# Skin (Melissa Etheridge)
Skin è il settimo album discografico in studio della cantautrice statunitense Melissa Etheridge, pubblicato nel 2001.

## Tracce
1. Lover Please – 3:26
2. The Prison – 4:59
3. Walking on Water – 3:04
4. Down to One – 3:56
5. Goodnight – 3:33
6. It's Only Me – 3:40
7. I Want to Be in Love – 3:34
8. Please Forgive Me – 4:43
9. The Different – 4:06
10. Heal Me – 3:39